# Sundarbans
Sundarbans je območje mangrov v delti, ki nastane ob sotočju rek Ganges, Brahmaputra in Meghna v Bengalskem zalivu. Gozdni rezervat Sundarban v Bangladešu je največji mangrov gozd na svetu. Obsega območje od reke Balesvar v bangladeški diviziji Khulna do reke Hooghly v indijski zvezni državi Zahodna Bengalija. Obsega zaprte in odprte mangrove gozdove, zemljišča, ki se uporabljajo v kmetijske namene, blatne ravnice in nerodovitna zemljišča, sekajo pa ga številni plimski tokovi in kanali. Sundarbans je dom največjega območja mangrovih gozdov na svetu. Štiri zavarovana območja v Sundarbansu so uvrščena na Unescov seznam svetovne dediščine, tj. Sundarbans West (Bangladeš), Sundarbans South (Bangladeš), Sundarbans East (Bangladeš) in Sundarbans National Park (Indija).
Kljub tej zaščiti so bili indijski Sundarbansi ocenjeni kot ogroženi v oceni leta 2020 v okviru rdečega seznama ekosistemov IUCN. Mangrov gozd Sundarbans pokriva površino približno 10.000 km², od tega se gozdovi v bangladeški diviziji Khulna raztezajo na 6517 km², v Zahodni Bengaliji pa na 3483 km². Najpogostejši drevesni vrsti sta sunder (Heritiera fomes) in geva (Excoecaria agallocha). Gozdovi zagotavljajo življenjski prostor 453 vrstam divjih živali, vključno z 290 vrstami ptic, 120 ribami, 42 vrstami sesalcev, 35 vrstami plazilcev in osmimi vrstami dvoživk. Kljub popolni prepovedi vsakršnega ubijanja ali ujetja divjih živali, razen rib in nekaterih nevretenčarjev, obstaja dosleden vzorec osiromašene biotske raznovrstnosti ali izgube vrst v 20. stoletju, ekološka kakovost gozda pa upada.
Kljub zavezam obeh vlad k ohranjanju so Sundarbansi ogroženi zaradi naravnih vzrokov in vzrokov, ki jih povzroči človek. Leta 2007 je ciklon Sidr na kopnu poškodoval okoli 40 % Sundarbansov. Gozd trpi tudi zaradi povečane slanosti zaradi dvigovanja gladine morja zaradi podnebnih sprememb in zmanjšane oskrbe s sladko vodo. Maja 2009 je ciklon Aila opustošil Sundarbans z ogromnimi žrtvami. Ta ciklon je prizadel najmanj 100.000 ljudi. Predlagana elektrarna Rampal na premog, ki je 14 km severno od Sundarbansa v Rampal Upazila v okrožju Bagerhat v Khulni v Bangladešu, naj bi glede na poročilo Unesca iz leta 2016 še dodatno poškodovala ta edinstveni mangrov gozd. Pričakuje se, da bodo podnebne spremembe še naprej negativno vplivale tako na naravne sisteme kot na človeško populacijo v regiji, kar bo povzročilo nadaljnjo degradacijo ekosistemov in podnebne migracije. Strokovnjaki, ki preučujejo regijo, priporočajo nadaljnjo osredotočenost na obnovo in upravljanje mangrov ter zagovarjanje prilagajanja človeške populacije s procesi, kot so upravljani umik in naložbe v odporno infrastrukturo.

## Etimologija
Dobesedni pomen besede Sundarbans (bengalsko সুন্দরবন, Sundôrbôn) je 'lep gozd'. Namesto tega je bilo predlagano, da je ime popačeno ime plemena Samudraban, Shomudrobôn ('Morski gozd') ali Chandra-bandhe. Vendar je verjeten izvor besede Sundari ali Sundri, lokalno ime vrste mangrove Heritiera fomes, ki je na tem območju pogosta.

## Zgodovina
Zgodovino naseljevanja ljudi na območju Sundarbansa lahko zasledimo vse do obdobja Maurja (4.–2. stoletje pr. n. št.). Ruševine zapuščenega mesta so bile najdene v gozdnem bloku Baghmara, ki se pripisuje Čandu Sadagarju, predmaurijski polzgodovinski osebnosti v bengalski folklori. Arheološka izkopavanja v Kapilmuniju, Paikgača Upazila, severno od Sundarbansov v Bangladešu, so razkrila ruševine urbane naselbine, ki sega v zgodnji srednji vek. V mogulskem obdobju so lokalni vladarji oddajali gozdne površine za ustanavljanje naselbin. Leta 1757 je Britanska vzhodnoindijska družba pridobila lastninske pravice nad Sundarbansi od mogulskega cesarja Alamgirja II. in dokončala kartiranje območja leta 1764. Vendar se je sistematično gospodarjenje z gozdovi začelo stoletje kasneje. Prvi oddelek za upravljanje gozdov, ki je bil pristojen za Sundarbans, je bil ustanovljen leta 1869. Leta 1875 je bil velik del mangrovovih gozdov razglašen za gozdni rezervat v skladu z indijskim zakonom o gozdovih iz leta 1865 (zakon VIII / 1865). Preostale dele gozdov so naslednje leto razglasili za rezervat in gozd, ki je bil dotlej v upravljanju okraja civilne uprave, so prevzeli pod nadzor gozdnega oddelka. Oddelek za gozdove, ki je osnovna enota za upravljanje in vzdrževanje gozdov, je bil ustanovljen leta 1879 s sedežem v Khulni v Bangladešu. Prvi načrt upravljanja je bil napisan za obdobje 1893–1898.

## Geografija
Gozd Sundarbans leži v veliki delti Bengalskega zaliva, ki jo tvori super-sotočje rek Hooghly, Padma (obe sta pritoki Gangesa), Brahmaputra in Meghna čez južni Bangladeš. Sezonsko poplavljeni sladkovodni močvirni gozd Sundarbans leži v notranjosti od gozdov mangrov na obalnem robu. Gozd pokriva 10.000 km², od tega približno 6517 km² v Bangladešu. Indijski del Sundarbansa je ocenjen na okoli 3483 km², od tega približno 1700 km² zavzemajo vodna telesa v obliki rek, kanalov in potokov s širino od nekaj metrov do več kilometrov.
Sundarbans seka zapletena mreža vodnih poti ob plimovanju, blatnih ravninah in majhnih otokih mangrovovih gozdov, odpornih na sol. Zaradi medsebojno povezane mreže vodnih poti je skoraj vsak kotiček gozda dostopen s čolnom. Območje je znano po bengalskem tigru (Panthera tigris), pa tudi po številnih živalskih vrstah, vključno z vrstami ptic, čitalom, krokodili in kačami. Rodovitna tla delte so bila stoletja predmet intenzivne rabe človeka, ekoregija pa je bila večinoma spremenjena v intenzivno kmetijstvo, ostalo je le nekaj gozdnih enklav. Preostali gozdovi, skupaj z mangrovami Sundarbans, so pomemben habitat za ogroženega tigra. Poleg tega imajo vrste mangrove, ki so prisotne na območju Sundarbansa, ključno vlogo kot zaščitna ovira za milijone prebivalcev v in okoli Khulne in pristanišča Mongla pred poplavami, ki so posledica ciklonov. Prav tako ščiti obalno prebivalstvo pred cunamijem in erozijo tal.

## Fiziografija
Delta Gangesa – Sundarbans – kjer prevladujejo mangrove – je zapleten ekosistem, ki obsega eno od treh največjih posamičnih območij mangrovovih gozdov na svetu. Večji del je v Bangladešu, manjši del pa v Indiji. Na jugu se gozd sreča z Bengalskim zalivom; na vzhodu meji na reko Balesvar, na severu pa je ostra meja z intenzivno obdelano zemljo. Naravno odvodnjavanje v gorvodnih območjih, razen glavnih rečnih kanalov, povsod ovirajo obsežni nasipi in polderji. Sundarbans je bil prvotno izmerjen (pred približno 200 leti) na okoli 16.700 kvadratnih kilometrov. Zdaj se je zmanjšal na približno eno tretjino prvotne velikosti. Skupna površina kopnega danes znaša 4143 kvadratnih kilometrov, vključno z izpostavljenimi peščenimi polji s skupno površino 42 kvadratnih kilometrov; preostalo vodno območje 1874 kvadratnih kilometrov zajema reke, majhne potoke in kanale. Reke v Sundarbansu so stičišče slane in sladke vode. Tako je območje prehoda med sladko vodo rek, ki izvirajo iz Gangesa, in slano vodo Bengalskega zaliva.
Sundarbans vzdolž Bengalskega zaliva se je skozi tisočletja razvijal z naravnim odlaganjem gorvodnih sedimentov, ki ga je spremljala segregacija med plimovanjem. V fiziografiji prevladujejo deltaste formacije, ki vključujejo nešteto drenažnih linij, povezanih s površinskimi in podvodnimi nasipi, razpokami in plimovanjem. Obstajajo tudi obrobna močvirja nad srednjo ravnjo plimovanja, plimski peščeni nasipi in otoki s svojimi mrežami plimskih kanalov, podvodnimi distalnimi prečkami ter proto-delta glinastih in muljastih sedimentov. Nadmorska višina Sundarbansov se giblje od 0,9 do 2,11 metra nad morsko gladino.
Biotski dejavniki tukaj igrajo pomembno vlogo pri fizičnem obalnem razvoju, za divje živali pa so se razvili različni habitati, ki vključujejo plaže, estuarije, stalna in poltrajna močvirja, plimne ravnine, plimne potoke, obalne sipine, zadnje sipine in nasipe. Sama vegetacija mangrov pomaga pri oblikovanju nove kopenske mase, vegetacija med plimovanjem pa ima pomembno vlogo v morfologiji močvirja. Dejavnosti favne mangrov v medplimskih muljih razvijajo mikromorfološke značilnosti, ki lovijo in zadržujejo usedline, da ustvarijo substrat za semena mangrov. Morfologijo in razvoj eolskih sipin nadzira obilica kserofitnih in halofitnih rastlin. Plezalke, trave in šaši stabilizirajo peščene sipine in nekomprimirane usedline. Blatne ploščadi Sunderbans (Banerjee, 1998) najdemo na estuariju in na deltastih otokih, kjer se pojavlja nizka hitrost reke in plimovanja. Ravnine so ob oseki izpostavljene, ob plimi pa potopljene, zato se morfološko spremenijo že v enem plimskem ciklu. Plimovanje je tako veliko, da približno ena tretjina kopnega izgine in se znova pojavi vsak dan. Notranji deli blatnih ravnin služijo kot popoln dom za mangrove.

## Ekoregije
Sundarbans ima dve ekoregiji — sladkovodne močvirne gozdove Sundarbans (IM0162) in mangrove Sundarbans (IM1406).

### Sladkovodni močvirni gozdovi Sundarbans
Sladkovodni močvirni gozdovi Sundarbans so tropska vlažna ekoregija širokolistnega gozda v Bangladešu. Predstavlja slane močvirnate gozdove, ki ležijo za mangrovami Sundarbans, kjer je slanost bolj izrazita. Sladkovodna ekoregija je območje, kjer je voda le rahlo somorna in postane precej sveža v deževnem obdobju, ko sladkovodni oblaki rek Ganges in Brahmaputra potisnejo vdorno slano vodo in prinesejo usedline mulja. Zajema 14.600 kvadratnih kilometrov obsežne delte Ganges-Brahmaputra, ki se razteza od severnega dela okrožja Khulna in konča pri ustju Bengalskega zaliva z razpršenimi deli, ki segajo v indijsko državo Zahodna Bengalija. Sladkovodni močvirni gozdovi Sundarbansa ležijo med vlažnimi listopadnimi gozdovi gorskega spodnjega Gangesa in mangrovami Sundarbansa s somornico, ki mejijo na Bengalski zaliv.
Ta ekoregija, ki je bila žrtev obsežnega krčenja in poselitve za podporo ene najgostejših človeških populacij v Aziji, je pod veliko grožnjo izumrtja. Stotine let bivanja in izkoriščanja so terjale velik davek na habitatu in biotski raznovrstnosti te ekoregije. Obstajata dve zaščiteni območji – Narendrapur (110 km²) in Ata Danga Baor (20 km²), ki pokrivata zgolj 130 km² ekoregije. Izguba habitata v tej ekoregiji je tako obsežna, preostali habitat pa je tako razdrobljen, da je težko ugotoviti sestavo prvotne vegetacije te ekoregije. Po Championu in Sethu (1968) so za sladkovodne močvirne gozdove značilne Heritiera minor, Xylocarpus molluccensis, Bruguiera conjugata, Sonneratia apetala, Avicennia officinalis in Sonneratia caseolaris, s Pandanus tectorius, Hibiscus tiliaceus in palmo Nipa fruticans vzdolž obrobnih bregov.

### Mangrove Sundarbans
Ekoregija Sundarbans Mangroves na obali tvori morski rob delte in je največji svetovni ekosistem mangrov z 20.400 kvadratnimi kilometri pokritega območja. Prevladujoča vrsta mangrov Heritiera fomes je lokalno znana kot sundri ali sundari. Mangrovovi gozdovi niso dom velike raznolikosti rastlin. Imajo gosto krošnjo, podrast pa so večinoma sadike mangrov. Poleg sundarija so druge drevesne vrste v gozdu Avicennia, Xylocarpus mekongensis, Xylocarpus granatum, Sonneratia apetala, Bruguiera gymnorhiza, Ceriops decandra, Aegiceras corniculatum, Rhizophora mucronata in palme Nypa fruticans. Šestindvajset od petdesetih širokih vrst mangrov, ki jih najdemo na svetu, dobro raste v Sundarbansu. Običajno prepoznavni tipi vegetacije v gostih mangrovovih gozdovih Sundarbansa so mešani gozd s slano vodo, grmičevje mangrov, mešani gozd s somornico, obalni gozd, mokri gozd in gozdovi z mokro aluvialno travo. Bangladeška mangrovska vegetacija Sundarbansa se močno razlikuje od drugih nedeltastih obalnih mangrovovih gozdov in združenj gorskih gozdov. Za razliko od prvih so Rhizophoraceae manjšega pomena.

### Ekološko nasledstvo
Ekološka sukcesija je na splošno opredeljena kot zaporedna zasedba mesta z različnimi rastlinskimi združbami. V naraščajočem blatnem pobočju predstavlja zunanja združba vzdolž zaporedja pionirsko združbo, ki jo postopoma nadomesti naslednja združba, ki predstavlja seralne stopnje in končno z vrhunsko združbo, značilno za podnebno območje. Robert Scott Troup je predlagal, da se je nasledstvo začelo na novo narasli zemlji, ki so jo ustvarile sveže usedline erodirane zemlje. Pionirska vegetacija na teh na novo pridobljenih mestih je Sonneratia, ki ji sledita Avicennia in Nypa. Ker so tla dvignjena zaradi odlaganja zemlje, se pojavijo druga drevesa. Najbolj razširjena, čeprav ena od poznih vrst, je Excoecaria. Ko se gladina kopnega dvigne zaradi akrecije in je kopno le občasno poplavljeno zaradi plimovanja, se začne pojavljati Heritiera fomes.

## Rastlinstvo
David Prain je leta 1903 zabeležil skupno 245 rodov in 334 rastlinskih vrst. Medtem ko so za večino mangrov v drugih delih sveta značilni predstavniki Rhizophoraceae, Avicenneaceae ali Combretaceae, v mangrovah Bangladeša prevladujejo Malvaceae in Euphorbiaceae.
Za rastlinstvo Sundarbansa je značilna številčnost sundari (Heritiera fomes), gewa (Excoecaria agallocha), goran (Ceriops decandra) in keora (Sonneratia apetala), ki se vse pojavljajo na vidnem mestu po vsem območju. Značilno gozdno drevo je sundari (Heritiera littoralis), po katerem naj bi verjetno izhajalo ime gozda. Daje trd les, ki se uporablja za gradnjo hiš in izdelavo čolnov, pohištva in drugih stvari. V novih gozdnih rastiščih pogosto izrazito prevladujejo keora (Sonneratia apetala) in plimski gozdovi. Je indikatorska vrsta za na novo narasle blatne nasipe in je pomembna vrsta za prostoživeče živali, zlasti čitale (axis axis). Dhundul ali pasur (Xylocarpus granatum) in kankra (Bruguiera gymnorhiza) so številčne, čeprav je razširjenost prekinjena. Med palmami so dobro razširjene Poresia coaractata, Myriostachya wightiana in golpata (Nypa fruticans), med travami pa srebrolaska (Imperata cylindrica) in kagra (Phragmites karka).
Različne vrste gozdov, ki obstajajo v Sundarbansu, vključujejo mangrove grmičevje, obalne gozdove, mešane gozdove s slano vodo, mešane gozdove s somornico in močvirne gozdove. Poleg gozda obstajajo obsežna območja somornice in sladkovodnih močvirij, medplimskih muljev, peščenih ravnin, peščenih sipin z značilno vegetacijo sipin, odprtih travišč na peščenih tleh in dvignjenih območij, ki podpirajo različne kopenske grmovnice in drevesa. Od Prainovega poročila je prišlo do znatnih sprememb v statusu različnih vrst mangrov in taksonomske revizije flore človeških gajev. Vendar pa je bilo opravljenih zelo malo raziskav o botanični naravi Sundarbansov, da bi sledili tem spremembam. Razlike v vegetaciji so bile pojasnjene z vplivom sladke vode in nizke slanosti na severovzhodu ter variacijami v odvajanju in zamuljevanju. Sundarbans je bil razvrščen kot vlažen tropski gozd, ki prikazuje celoten mozaik serov, ki vključuje primarno kolonizacijo na novih naraslih do zrelejših obalnih gozdov. V zgodovini so bili tipi vegetacije priznani v široki korelaciji z različnimi stopnjami slanosti vode, sladkovodnega izpiranja in fiziografije.

## Živalstvo
Sundarbans zagotavlja edinstven ekosistem in bogat življenjski prostor divjih živali. Po popisu tigrov leta 2015 v Bangladešu in popisu tigrov v Indiji leta 2011 imajo Sundarbansi približno 180 tigrov (106 v Bangladešu in 74 v Indiji). Prejšnje ocene, ki so temeljile na štetju edinstvenih sledi, so bile veliko višje. Novejše štetje je uporabilo pasti kamere, izboljšano metodologijo, ki daje natančnejše rezultate. Napadi tigrov so bili v preteklosti pogosti na tem območju in so še vedno pogosti v Sundarbansu, kjer je bilo v letih 2000–2010 ubitih okoli 40 ljudi.
Najpomembneje je, da so mangrove prehod iz morskih v sladkovodne in kopenske sisteme ter zagotavljajo kritičen habitat za številne vrste majhnih rib, rakov, kozic in drugih rakov, ki se prilagajajo krmi in zavetju ter se razmnožujejo med prepleteno množico korenin, znanih kot pnevmatoforji, ki rastejo navzgor iz anaerobnega blata, da dobijo oskrbo s kisikom. Študija iz leta 1991 je pokazala, da indijski del Sundarbansa podpira različne biološke vire, vključno z najmanj 150 vrstami komercialno pomembnih rib, 270 vrstami ptic, 42 vrstami sesalcev, 35 plazilci in 8 vrstami dvoživk, čeprav odkrivajo nove. To predstavlja pomemben delež vrst, prisotnih v Bangladešu (tj. približno 30 % plazilcev, 37 % ptic in 34 % sesalcev) in vključuje številne vrste, ki so zdaj izumrle drugod po državi. Ogroženi sta dve dvoživki, 14 plazilcev, 25 divjih živali in pet sesalcev. Sundarbans je pomembno prezimovalno območje za vodne ptice selivke in je območje primerno za opazovanje in preučevanje avifavne.
Upravljanje s prosto živečimi živalmi je omejeno na, prvič, varstvo favne pred divjim lovom in, drugič, na določitev nekaterih območij kot rezervatov za prostoživeče živali, kjer ni dovoljeno pridobivanje gozdnih pridelkov in kjer se prostoživeče živali soočajo le malo z motnjami. Čeprav se je favna Bangladeša v zadnjem času zmanjšala in Sundarbansu ta upad ni prizanesel, gozd mangrov ohranja več dobrih habitatov za divje živali in z njimi povezano favno. Od teh sta tiger in delfin ciljni vrsti za načrtovanje upravljanja z divjadjo in razvoj turizma. Obstajajo zelo prepoznavni in ranljivi sesalci, ki živijo v dveh nasprotujočih si okoljih, njihov status in upravljanje pa sta močna pokazatelja splošnega stanja in upravljanja prostoživečih živali. Nekatere vrste so zaščitene z zakonodajo, predvsem z Bangladeškim ukazom o (ohranjanju) divjih živali, 1973 (P.O. 23 iz 1973).

### Sesalci
Sundarbansi so pomemben habitat za bengalskega tigra (Panthera tigris). Gozd je tudi življenjski prostor za majhne divje mačke, kot so pragozdna mačka (Felis chaus), ribiška mačka (Prionailurus viverrinus) in leopardjo mačko (P. bengalensis).
Več plenilcev prebiva v labirintu kanalov, vej in korenin, ki se dvigajo v zrak. To je edina mangrovska ekoregija, v kateri živi največji kopenski plenilec indo-pacifiške regije, bengalski tiger. Za razliko od drugih habitatov tukaj tigri živijo in plavajo med mangrovovimi otoki, kjer lovijo redek plen, kot so jelen (Axis axis), indijski muntjak (Muntiacus muntjak), divja svinja (Sus scrofa) in rezusov makak (Macaca mulatta). ). Ocenjuje se, da je na tem območju zdaj 180 bengalskih tigrov in okoli 30.000 čitalov.
- Bengalski tiger v Sundarbansu
- Čital jelen (Axis axis)
- Rhesus makak (Macaca mulatta)
- Izumrli indijski javanski nosorog Sunderbansa, risba iz leta 1877
- Gangeški delfin, risba iz leta 1894

## Ogrožene in izumrle vrste
Popisi gozdov razkrivajo upad stoječega obsega dveh glavnih komercialnih vrst mangrov – sundari (Heritiera spp.) in gewa (Excoecaria agallocha) – za 40 % oziroma 45 % med letoma 1959 in 1983. Kljub popolni prepovedi kakršnega koli ubijanja ali lovljenja divjih živali, razen rib in nekaterih nevretenčarjev, se zdi, da obstaja dosleden vzorec osiromašene biotske raznovrstnosti ali izgube vrst (zlasti vsaj šestih sesalcev in enega pomembnega plazilca) v 20. stoletju in da »ekološka kakovost prvotnega mangrovega gozda upada«.
Ogrožene vrste, ki živijo v Sundarbansu, in izumrle vrste, ki so nekoč obstajale, so bengalski tiger, estuarijski krokodil, severna rečna sklednica (Batagur baska), morska zelenkasta želva (Lepidochelys olivacea), gangeški delfin (Platanista gangetica), škatlarica (Terrapene carolina carolina), prava kareta (Eretmochelys imbricata) in kraljevske rakovice. Sundarbans vsebuje globalno pomembno število kritično ogroženih plavutarjev in je pomembno prezimovalno mesto za žličarko (Calidris pygmaea) in indijskega škarjekljuna (Rynchops albicollis). Nekatere vrste, kot so prašiči (Axis porcinus), vodni bivoli (Bubalus bubalis), barasingha ali močvirski jelen (Cervus duvauceli), javanski nosorog (Rhinoceros sondaicus), indijski nosorog (Rhinoceros unicornis) in roparski krokodil (Crocodylus palustris), so začele izumirati v Sundarbansu proti sredini 20. stoletja zaradi obsežnega krivolova in lova Britancev in domačinov. Obstajajo tudi druge ogrožene vrste sesalcev, kot so langur (Semnopithecus pileatus), gladkodlaka vidra (Lutrogale perspicillata), azijska vidra (Aonyx cinerea) in velika indijska cibetovka (Viverra zibetha).

## Vpliv podnebnih sprememb
Na fizične razvojne procese vzdolž obale vpliva množica dejavnikov, ki vključujejo gibanje valov, mikro- in makro-plimske cikle ter dolge obalne tokove, značilne za obalni trakt. Obalni tokovi se močno spreminjajo skupaj z monsunom. Na te vpliva tudi ciklonsko delovanje. Erozija in akrecija s temi silami ohranjata različne ravni fiziografskih sprememb, ki še niso ustrezno izmerjene, medtem ko mangrova vegetacija sama zagotavlja izjemno stabilnost celotnemu sistemu. Med vsako monsunsko sezono je skoraj vsa Bengalska delta potopljena, večina za pol leta. Sediment nižje nižine delte primarno vnašajo v notranjost monsunske obalne postavitve in ciklonskih dogodkov. Eden največjih izzivov, s katerimi se ljudje, ki živijo v delti reke Ganges, lahko soočijo v prihodnjih letih, je grožnja dviga morske gladine, ki jo povzroča predvsem pogrezanje v regiji in deloma podnebne spremembe.
V številnih mokriščih z mangrovami v Bangladešu se je sladka voda, ki doseže mangrove, znatno zmanjšala od leta 1970, ker je sosednja Indija preusmerila sladko vodo v gorvodno območje z uporabo jeza Farakka, ki meji na Rajšahi v Bangladešu. Poleg tega se Bengalski bazen počasi nagiba proti vzhodu zaradi neotektonskih gibanj, zaradi česar je v bangladeški Sundarbans večji dotok sladke vode. Posledično je slanost bangladeškega Sundarbansa precej nižja kot na indijski strani. V študiji iz leta 1990 je bilo ugotovljeno, da »ni dokazov, da sta degradacija okolja v Himalaji ali dvig morske gladine zaradi 'toplogreda' poslabšala poplave v Bangladešu«; vendar poročilo Unesca iz leta 2007 z naslovom »Študije primerov o podnebnih spremembah in svetovni dediščini« navaja, da bi antropogeni dvig morske gladine za 45 centimetrov  (verjetno do konca 21. stoletja, glede na Medvladni odbor za Podnebne spremembe), skupaj z drugimi oblikami antropogenega stresa na Sundarbansu, lahko povzročile uničenje 75 odstotkov mangrov Sundarbansa. Otoka Lohačara in otok New Moore/južni otok Talpati sta že izginila pod morjem, otok Ghoramara pa je napol potopljen.
V študiji, ki jo je izvedlo leta 2012, je Londonsko zoološko društvo (ZSL) ugotovilo, da se obala Sunderbansa v enem letu umakne za do 200 metrov. Kmetijske dejavnosti so v treh desetletjih (1975–2010) uničile približno 17.179 hektarjev mangrov. Gojenje kozic je uničilo še 7554 hektarjev.
Raziskovalci s Šole za oceanografske študije Univerze Džadavpur so leta 2010 ocenili letni dvig morske gladine na 8 milimetrov). Dvigovanje morske gladine je tudi potopilo približno 7500 hektarjev gozdnih površin. To je skupaj z dvigom temperatur površinske vode za približno 1,5 °C in povečano slanostjo predstavljalo težavo za preživetje avtohtone flore in favne. Drevesa sundari so izjemno občutljiva na slanost in jim grozi izumrtje.
Izguba mangrovvoega gozda bo povzročila izgubo zaščitnega biološkega ščita pred cikloni in cunamiji. To lahko zelo ogrozi okoliške obalne skupnosti. Poleg tega je zaradi potopitve kopenske mase do 6000 družin ostalo brez strehe nad glavo, približno 70.000 ljudem pa takoj grozi enako. To je povzročajo beg človeškega kapitala na celino, približno 13 % v desetletju 2000–2010.
Etnografska študija iz leta 2015, ki jo je izvedla skupina raziskovalcev z univerze Heiderberg v Nemčiji, je pokazala, da se v Sunderbansu pripravlja kriza. Študija je trdila, da je slabo načrtovanje s strani indijske in bangladeške vlade skupaj z naravnimi ekološkimi spremembami sililo beg človeškega kapitala iz regije.

## Gospodarstvo
Sundarbans igra pomembno vlogo v gospodarstvu jugozahodne regije Bangladeša kot tudi v nacionalnem gospodarstvu. Je največji posamezni vir gozdnih proizvodov v državi. Gozd zagotavlja surovine za lesno industrijo. Poleg tradicionalnih gozdnih proizvodov, kot so les, drva za kurjavo, celulozni les itd., redno poteka obsežna sečnja nelesnih gozdnih proizvodov, kot so slamnati materiali, med, čebelji vosek, ribe, raki in mehkužci v gozdu. Območja plimovanja Sundarbansa z rastlinjem delujejo kot bistveni habitat, proizvajajo hranila in čistijo vodo. Gozd tudi ujame hranila in usedline, deluje kot ovira proti nevihti, stabilizator obale in enota za shranjevanje energije. Nenazadnje Sunderbans predstavlja estetsko privlačnost za domače in tuje turiste. Vodna hišna ladja v Sundarbansu je prav tako nedavno zanimiva med turisti.
Gozd ima izjemno varovalno in proizvodno funkcijo. Predstavlja 51 % skupne gozdne posesti Bangladeša, prispeva približno 41 % celotnega prihodka od gozdov in predstavlja približno 45 % celotne proizvodnje lesa in lesa za kurjavo v državi. Številne industrije (npr. tovarna časopisnega papirja, tovarna vžigalic, lesonit, gradnja čolnov, izdelava pohištva) temeljijo na surovinah, pridobljenih iz ekosistema Sundarbans. Nelesni gozdni proizvodi in nasadi prispevajo k ustvarjanju precejšnjih zaposlitvenih in dohodkovnih priložnosti za vsaj pol milijona revnih obalnih ljudi. Zagotavlja naravno zaščito življenja in lastnine obalnega prebivalstva v Bangladešu, ki je izpostavljen ciklonom.

### Kmetijstvo
Del Sundarbansa je zaščiten pred plimovanjem z listjem in tam najdemo vasi in poljedelstvo. Med monsunsko sezono so nizko ležeča kmetijska zemljišča premočena, zato je poletni pridelek (pridelek kharif) večinoma globokomorski riž ali plavajoči riž. V sušnem zimskem obdobju je zemljišče običajno neobdelano in se uporablja za pašo živine. Vendar se zemljišča v bližini vasi namakajo iz ribnikov, ki so bili napolnjeni med monsunom, in tukaj lahko gojijo zelenjadnice.

### Naseljenost
Sundarbans ima več kot 4 milijone prebivalcev, vendar je velik del večinoma brez stalnih človeških bivališč. Kljub človeškim bivališčem in stoletju gospodarskega izkoriščanja gozda v poznih 1940-ih so Sundarbansi obdržali približno 70-odstotno posekanost gozdov po podatkih Uprave za čezmorski razvoj (ODA) Združenega kraljestva leta 1980.

## Zavarovana območja
Bangladeški del gozda leži v dveh gozdnih divizijah in štirih upravnih območjih, in sicer Čandpai (okrožje Khulna), Sarankhola (Khulna) in Burigoalini (okrožje Satkira) ter ima šestnajst gozdnih postaj. Nadalje je razdeljen na petinpetdeset predelkov in devet blokov. Obstajajo tri zavetišča za divje živali, ustanovljena leta 1977 v skladu z bangladeškim ukazom o (ohranjanju) divjih živali iz leta 1973 (P.O. 23 iz leta 1973). Zahodnobengalski del gozda leži pod okrožjem South & North 24 Parganas.
Zavarovana območja pokrivajo 15 % mangrov Sundarbans, vključno z narodnim parkom Sundarbans in rezervatom za divje živali Sajnakhali v Zahodni Bengaliji, rezervatom Sundarbans East, Sundarbans South in Sundarbans West v Bangladešu.
Maja 2019 so lokalne oblasti v Bangladešu ubile 4 lovce na tigre v streljanju na območju mangrov Sunderbans, kjer trenutno živi 114 tigrov.

### Narodni park Sundarbans
Narodni park Sundarban je narodni park, rezervat tigrov in biosferni rezervat v Zahodni Bengaliji v Indiji. Je del Sundarbansa na delti Gangesa in meji na gozdni rezervat Sundarbans v Bangladešu. Delta je gosto pokrita z gozdovi mangrove in je eden največjih rezervatov za bengalskega tigra. Prav tako je dom številnim vrstam ptic, plazilcev in nevretenčarjev, vključno s slanovodnim krokodilom. Sedanji narodni park Sundarbans je bil leta 1973 razglašen za osrednje območje rezervata tigrov Sundarbans in leta 1977 za rezervat za divje živali. 4. maja 1984 je bil razglašen za narodni park.

### Zavetišče za divje živali Sundarbans West
Zavetišče za divje živali Sundarbans West je Unescov seznam svetovne dediščine v Bangladešu. Regija podpira mangrove, vključno z: redkimi sestoji gewa (Excoecaria agallocha) in gostimi sestoji gorana (Ceriops tagal), z nezveznimi zaplatami Hantalove palme (Phoenix paludosa) na bolj suhih tleh, rečnih bregovih in nasipih. Favna zavetišča je zelo raznolika s približno 40 vrstami sesalcev, 260 vrstami ptic in 35 vrstami plazilcev. Največji med njimi je bengalski tiger, od katerega je približno 350 ostalo v bangladeškem Sundarbansu. Drugi veliki sesalci so divja svinja, čital horin , indijska vidra in opica makaki. Pet vrst morskih želv pogosto obiskuje obalno območje in sta prisotna dva ogrožena plazilca – estuarijski krokodil in indijski piton.

### Zavetišče za divje živali Sundarbans East
Vzhodni rezervat za divje živali Sundarbans se razteza na površini 31.227 hektarjev v Bangladešu. Sundari (Heritiera fomes) prevladujejo med rastlinstvom, prepletena z gewa (Excoecaria agallocha) in Xylocarpus mekongensis, z Bruguiera gymnorhiza, ki se pojavlja na območjih, ki so pogosteje poplavljena. Obstaja podrast šingra (Cynometra ramiflora), kjer so tla bolj suha in amur (Aglaia cucullata) na bolj vlažnih območjih in goran (Ceriops decandra) na bolj slanih območjih. Nypa palma (Nypa fruticans) je razširjena vzdolž drenažnih vodov.

### Južni rezervat za divje živali Sundarbans
Zavetišče za divje živali Sundarbans South se razprostira na površini 36.970 hektarjev v Bangladešu. Očitno je največje sezonsko nihanje ravni slanosti in verjetno predstavlja območje z relativno daljšim trajanjem zmerne slanosti, kjer je gewa (Excoecaria agallocha) prevladujoča lesna vrsta. Pogosto se meša s sundrijem, ki se lahko izpodriva v okoliščinah, kot so umetno odprte krošnje, kjer se sundri ne regenerira tako učinkovito. Pogosto je povezan tudi z gostim podrastjem gorana (Ceriops tagal) in včasih Xylocarpus mekongensis.

### Zavetišče za divje živali Sajnakhali
Zavetišče za divje živali Sajnakhali je 362 kvadratnih kilometrov veliko območje v severnem delu delte Sundarbans v okrožju South 24 Parganas v Zahodni Bengaliji v Indiji. To je predvsem mangrovo grmičevje, gozd in močvirje. Kot zavetišče je bilo ustanovljeno leta 1976. V njem živi bogata populacija različnih vrst prosto živečih živali, kot so vodne ptice, čaplje, pelikani, pegasti jeleni, rezus makaki, divji merjasci, tigri, vodni kuščarji, ribiške mačke, vidre, oljčne želve, krokodile, batagurjeve želve in ptice selivke.